# Alyssum lesbiacum
Alyssum lesbiacum är en korsblommig växtart som först beskrevs av Paléologos C. Candargy, och fick sitt nu gällande namn av Karl Heinz Rechinger. Alyssum lesbiacum ingår i släktet stenörter, och familjen korsblommiga växter. Inga underarter finns listade i Catalogue of Life.